# Špitálská lípa sv. Štěpána
Špitálská lípa sv. Štěpána je památný strom registrovaný pod číslem 105955 AOPK, který roste na zahradě vojenské nemocnice v Klášterním Hradisku, městské části statutárního města Olomouc. Strom se nachází v jihozápadním rohu bývalé konventní zahrady. Svým vzrůstem je v zahradě dominantní.

## Základní údaje
- název: Špitálská lípa sv. Štěpána.[1] Podle historických dokumentů v místě Klášterního Hradiska stával benediktinský klášter, jehož zakladatelé Ota I. Sličný s manželkou Eufemií ho v roce 1078 nechali vybudovat na počest prvního mučedníka svatého Štěpána.
- druh: lípa velkolistá (Tilia platyphyllos Scop.)[1]
- obvod: 444 cm[1]
- výška: 30 m[3]
- ochranné pásmo: kruh o poloměru desetinásobku průměru kmene v 1,3 m, tj. v době vyhlášení 14 m[1]

- věk: odhad 150 let[3]
- památný strom ČR: od 1. listopadu 2017[1]
- umístění: kraj Olomoucký, okres Olomouc, obec Olomouc, část Klášterní Hradisko

## Stav stromu
Zdravotní stav lípy je, s ohledem na věk, velmi dobrý. Kmen se ve výšce 6 m dělí na tři kosterní větve. Strom kvete, plodí a pravidelně přirůstá. Lípa má pravidelnou kompaktní korunu, která na periférii mírně prosychá. Listy na koncových větvích jsou menší a olistění je řidší. Otevřené dutiny, hniloba a ani dřevokazné houby nebyly zjištěny.
V dolní části koruny je umístěna ptačí budka a na kmeni je upevněné krmítko pro ptáky.

## Památné stromy v okolí
- Buk u staré vrátnice
- Rudolfův dub
- Lípa u Klášterního Hradiska
- Čajkovského lípa
- Chválkovický buk
- Jilm na Charkovské ulici
- Metasekvoje na Nových Sadech
- Metasekvoje na Střelnici
- Platany v ASO parku

## Galerie

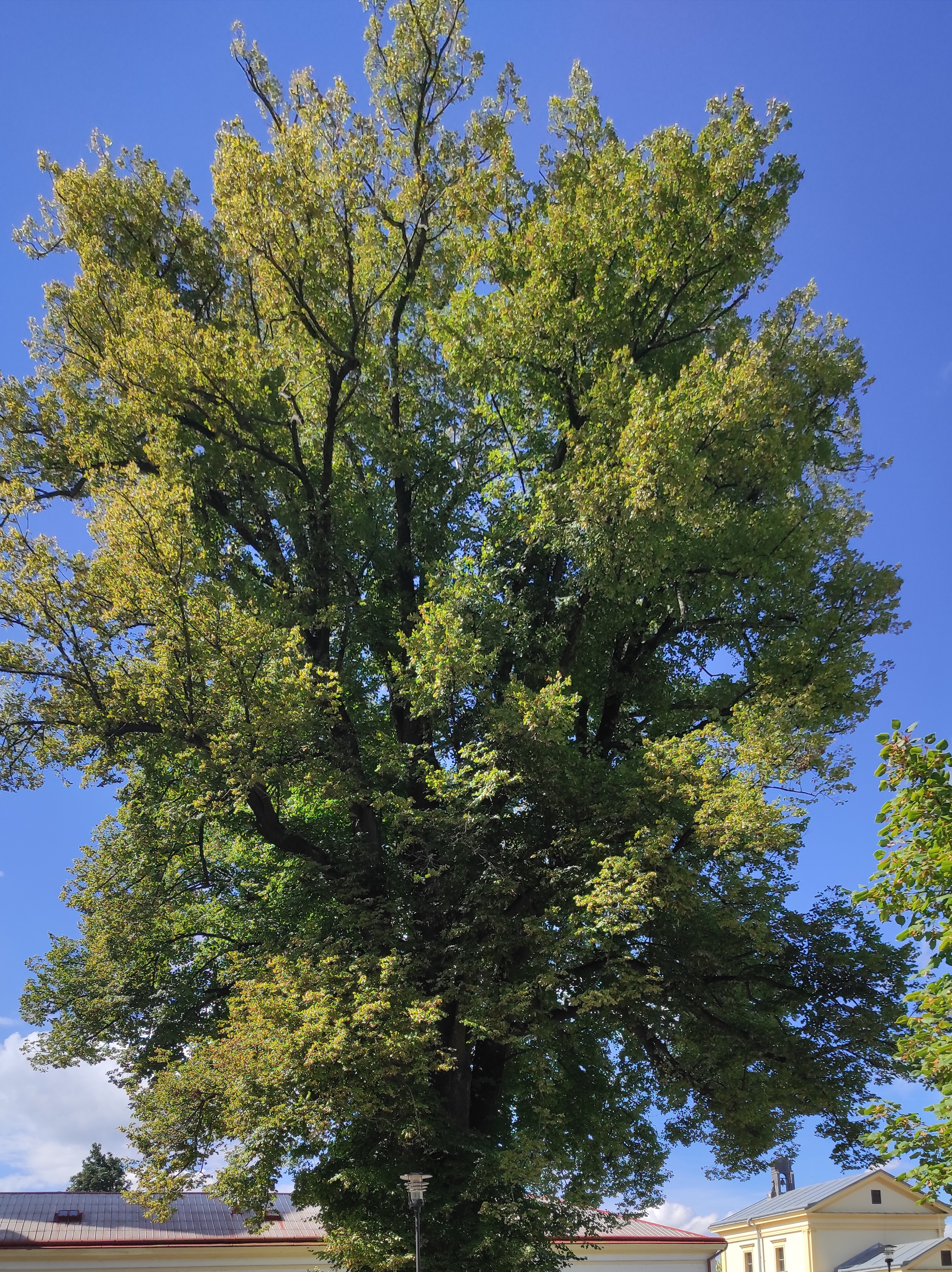
Koruna lípy
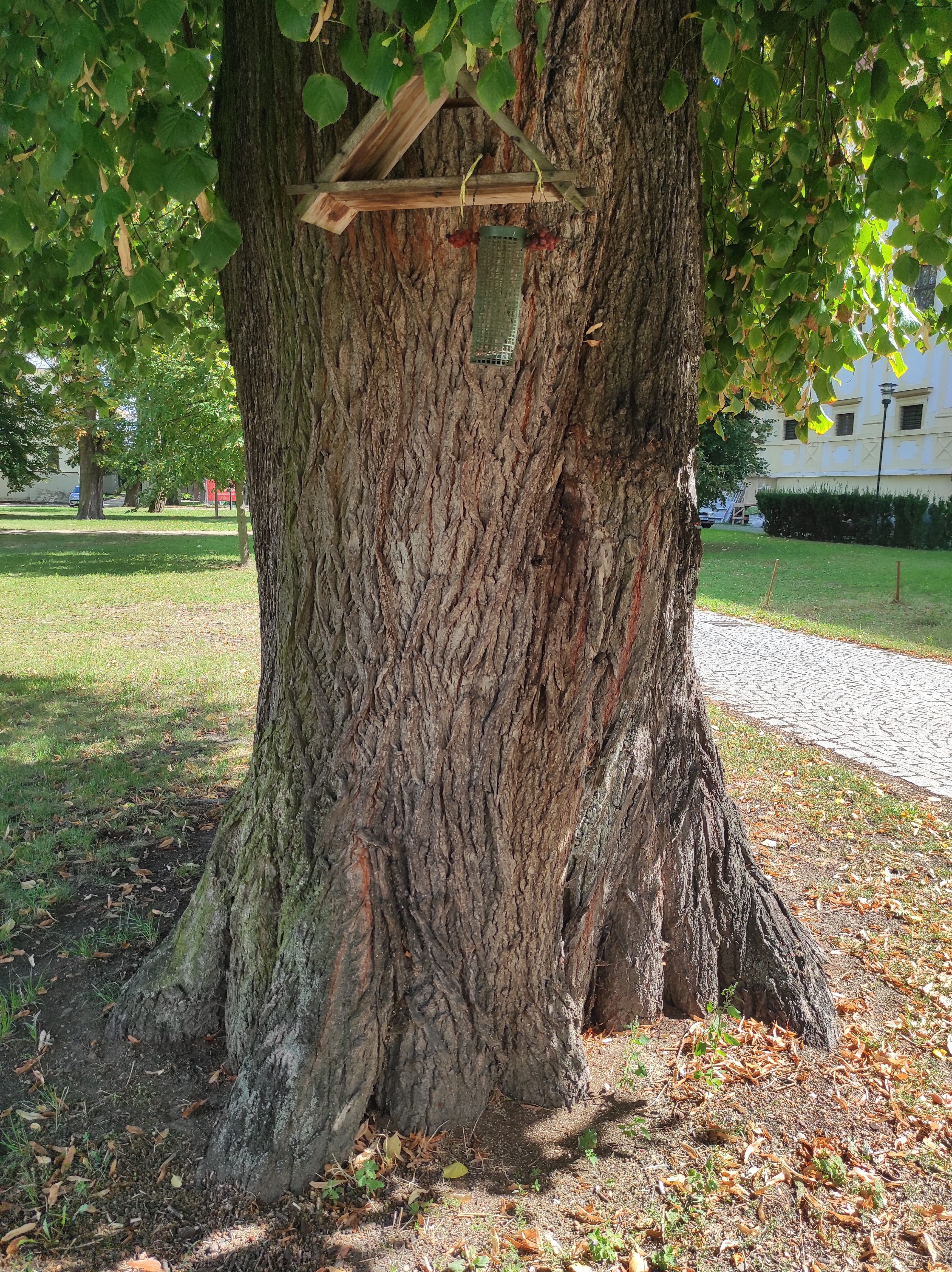
Krmítko pro ptáky
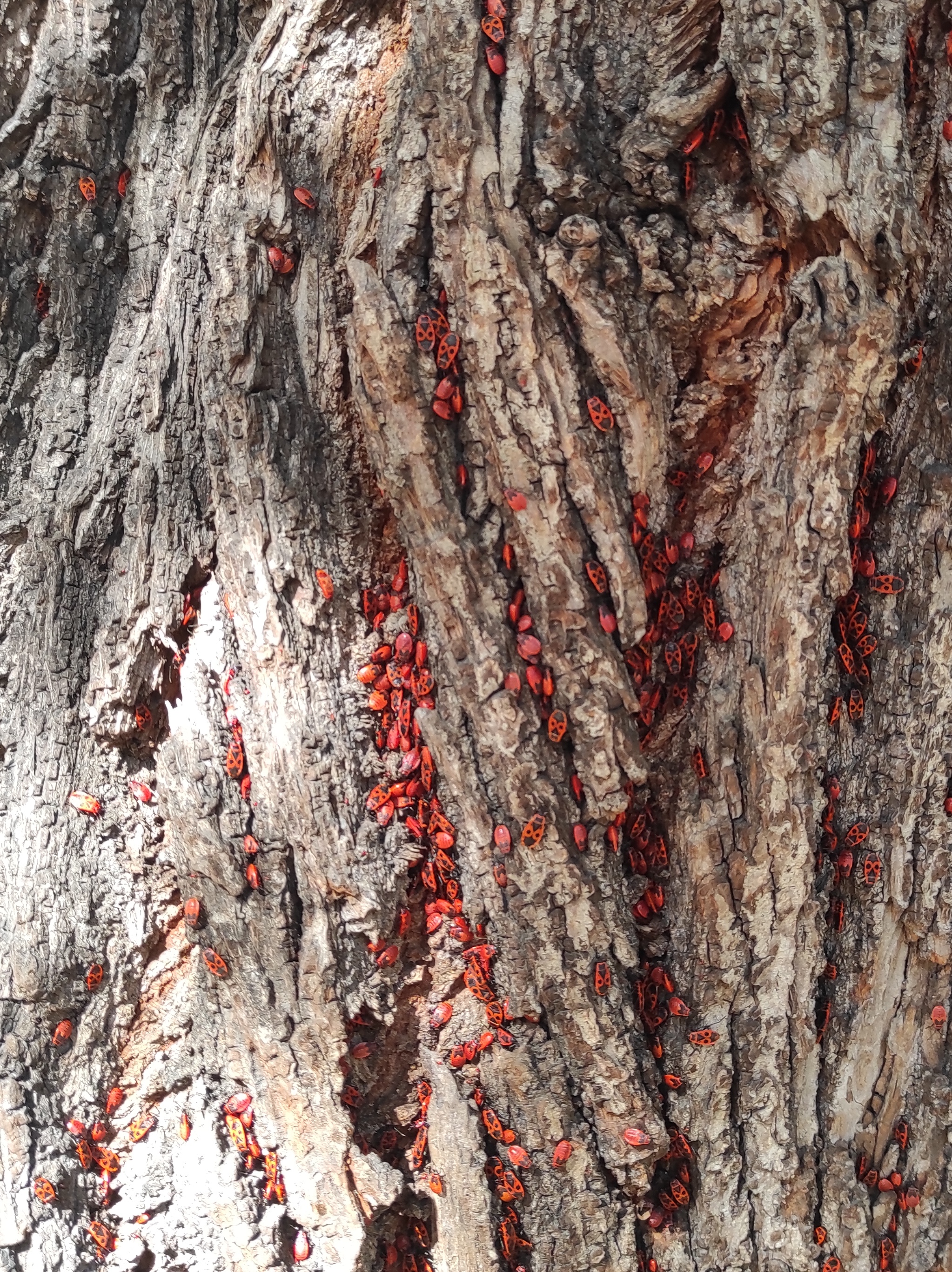
Ruměnice pospolné – dospělci a larvy
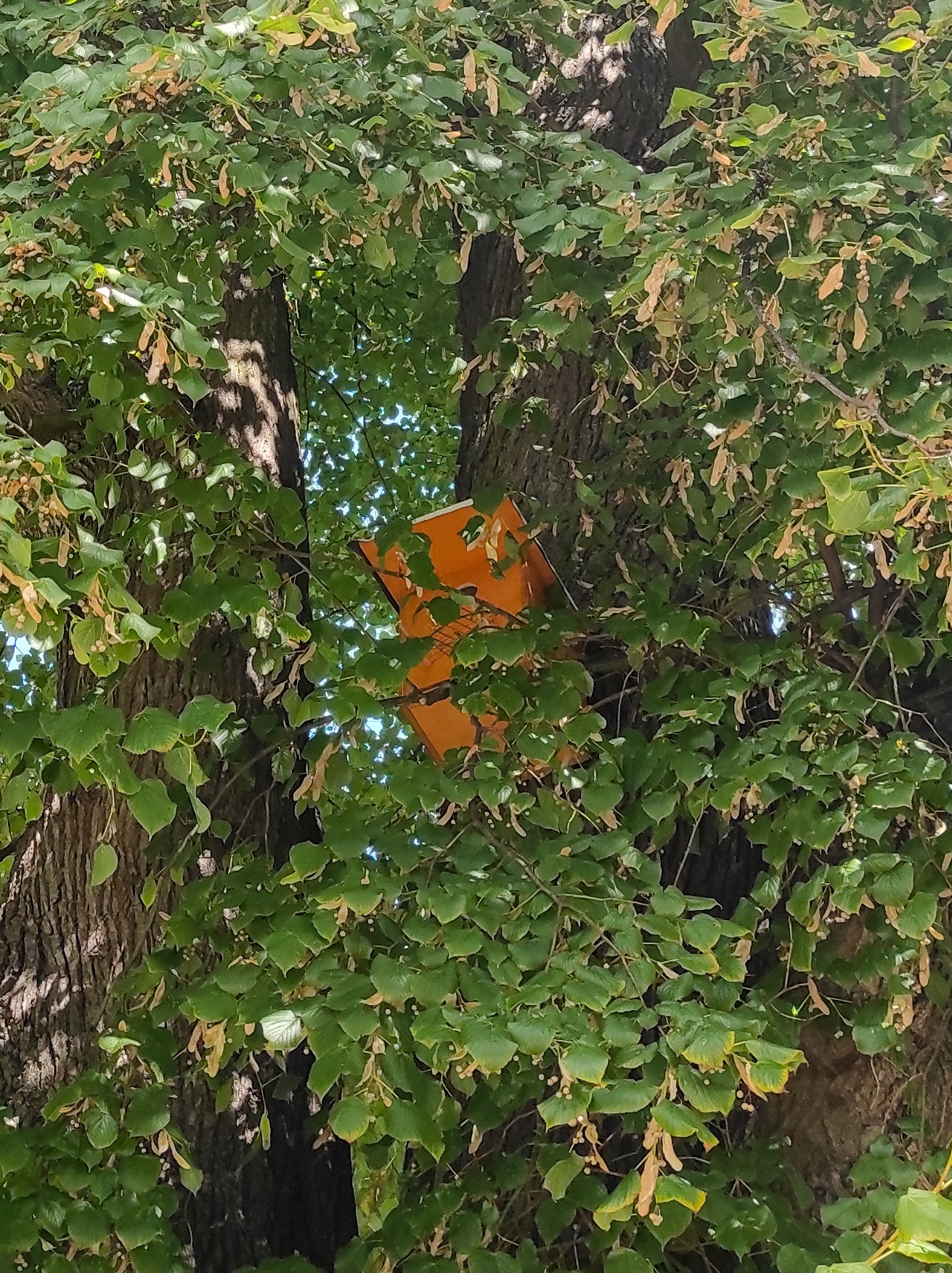
Ptačí budka v koruně stromu